# Mahābhārata
(Mahābhārata, I,56, 33 ma anche XVIII,5,38 nella edizione detta "critica" della Bhandarkar Oriental Research Institute di Pune)
Il Mahābhārata ([mɐɦaːˈbʱaːrɐtɐ]; devanāgarī: महाभारत, "La grande [storia] dei Bhārata" da intendersi come "La grande [storia] dei discendenti di Bharata"), conosciuto anche come Kṛṣṇaveda ("Veda di Kṛṣṇa"), è uno dei più grandi e importanti poemi epici (Itihāsa) indiani assieme al Rāmāyaṇa.
Seppur considerato nell'ambito di un'antica epopea, il Mahābhārata, come il Rāmāyaṇa, è inserito nella raccolta delle Smṛti, la cui lettura è tradizionalmente consentita a tutti gli hindū, ivi compresi gli appartenenti alla casta (varṇa) dei śūdra e alle donne. Conservando al suo interno (nel VI parvan) la Bhagavadgītā, risulta essere uno dei testi religiosi più importanti dell'Induismo, di cui intende compendiare l'intero scibile dei contenuti, per cui, a differenza del Rāmāyaṇa, il Mahābhārata tratta anche del mokṣa (la liberazione dal ciclo del saṃsāra).
(Stefano Piano, in: Giuliano Boccali, Stefano Piano, Saverio Sani, Le letterature dell'India Torino, UTET, 2000, p. 164)
Composto originariamente in lingua sanscrita, nelle edizioni a noi pervenute, il Mahābhārata consta di più di 95 000 śloka (versi) nella versione detta "meridionale"; in oltre 82 000 versi nella versione detta "settentrionale", questa detta anche vulgata; in circa 75 000 versi nella versione ricostruita in epoca moderna, detta "critica"; più un'appendice (khila), l'Harivaṃśa, che ne fanno il poema epico più imponente non solo della letteratura indiana, ma dell'intera letteratura mondiale.

## Origini
La tradizione hindū narra che il poema religioso sia opera del mitico saggio Vyāsa (il "Compilatore", appellativo di Kṛṣṇa Dvaipāyana), che include se stesso tra i più importanti personaggi dinastici del racconto.
I fatti narrati nel Mahābhārata sono, sempre secondo la tradizione, avvenuti nel XXXII secolo a.C., quindi al termine dell'era Dvāpara-yuga che precede l'era attuale detta del Kali-yuga.
Gli studiosi ritengono che il Mahābhārata derivi da un originale lavoro molto più breve, chiamato Jaya ("Vittoria", a significare la vittoria del dharma sull'adharma, grazie all'intervento del dio Kṛṣṇa) di circa 8 800 strofe, risalente al IV secolo a.C., e che poi si sia sviluppato nel corso dei secoli fino al IV secolo d.C., passando per la versione intermedia denominata Bhārata di complessive 24 000 strofe.
Gli autori delle prime versioni del Mahābhārata attinsero con ogni probabilità a tradizioni epiche ancora più antiche, risalenti alle tradizioni delle invasioni arie e forse anche prima in considerazione del fatto che la mitologia qui presente ha una tipica struttura indoeuropea.

## Edizioni e traduzioni
Il Mahābhārata si è andato dunque sviluppando nei secoli a partire dall'inizio del IV secolo a.C., raggiungendo un suo completamento verso la fine dello stesso secolo.
La sua messa per iscritto, tarda, è avvenuta su corteccia di betulla nel nord dell'India e su foglie di palma nel sud, questo prima dell'introduzione della carta avvenuta nell'XI secolo d.C.
I più antichi testimoni conservatisi fino a noi risalgono a manoscritti del XVI secolo.
Va tuttavia evidenziato come la ulteriore copiatura e diffusioni dei manoscritti nel corso dei secoli ha riguardato chi disponeva dell'opera, il quale si poteva sentire libero di fare delle aggiunte, per quanto riguarda "racconti" da lui conosciuti ma assenti nel testo, promuovere delle correzioni, o intervenire laddove il testo risultava "corrotto" o, infine, redigere delle note a margine. Questi interventi avvenuti lungo i secoli, seppur promossi al fine di migliorarne la redazione, possono aver alterato, e non poco, il testo originale. A ciò va aggiunto, con tutto quello che ne consegue, la traduzione in altre lingue, e dialetti, differenti dal sanscrito come ad esempio il bengali o il malayalam, e la ulteriore copiatura e diffusione di questi nuovi testi.

### Edizioni moderne
- Nel XVII secolo il brahmano di Vārāṇasī, Nīlakaṇṭha Caturdhara, raccolse, commentandola, quell'edizione del Mahābhārata oggi indicata come versione "settentrionale" o vulgata.
- La prima edizione moderna del Mahābhārata risale tuttavia al 1839, indicata come "edizione di Calcutta" di derivazione "settentrionale". Consta di 4 volumi editi rispettivamente: 1° vol. dalla Education Commitee Press nel 1834; 2° vol. dalla Baptist Mission Press nel 1836; 3° e 4° voll. dall'Asiatic Society of Bengal nel 1837 e nel 1839.
- Nel 1863, è intervenuta l'"edizione di Bombay", basata su degli scritti in devanāgarī, sempre di derivazione "settentrionale". Consta di 6 volumi, editi dalla Gaṇapata Kṛṣṇajī's Press (questa edizione contiene anche il commento di Nīlakaṇṭha Caturdhara).
- Nel 1910 si completa una nuova edizione, indicata come "Kumbakonam", che incorpora per la prima volta delle versioni "meridionali". Consta di 18 volumi editi tra il 1906 e il 1910 dalla Nirnaya Sagar Press, curati da T. R. Krishnacharya e da T. R. Vyasacharya.
- Tra il 1929 e il 1936 viene pubblicata l'edizione detta di "Poona" basata sulla versione "settentrionale" con l'aggiunta del commento di Nīlakaṇṭha Caturdhara. Curata da Kinjawadekar è stata pubblicata dalla Chitrashala Press in 7 volumi e ristampata nel 1979 dalla Oriental Books di New Delhi.
- Terminata nel 1936, viene edita a Madras la versione detta "meridionale". Consta di 18 volumi ed è curata da P. P. S. Sastri, pubblicata dalla Sastrulu and Sons tra il 1931 e il 1936.
- Già nei primi del Novecento alcuni sanscritisti occidentali, come l'austriaco Moriz Winternitz (1863-1937), auspicavano la ricostruzione del testo originale del Mahābhārata, incontrando per lo più scetticismo tra i colleghi, dubbiosi sulla riuscita di tale ambizioso tentativo. Ma alla fine, con l'aiuto di alcune università come quelle di Gottinga, Vienna e Berlino, si pervenne nel 1901 ad avviare un primo tentativo di edizione "critica" curata da Heinrich Lüders (1869-1943) che, tuttavia, non guadagnò sufficienti apprezzamenti e che finì per interrompersi con l'inizio della prima guerra mondiale.
- Il tentativo di realizzare un'edizione "critica" avente lo scopo di ricostruire la versione originale del poema fu promosso, e questa volta con successo, anche da sanscritisti indiani i quali, a partire dal 1918 e sotto l'egida della Bhandarkar Oriental Research Institute di Pune (Poona), avviarono la loro edizione che ebbe in Vishnu Sitaram Sukthankar (1887-1943), allievo di Lüders, il suo principale curatore. Il processo di ricostruzione del testo considerato "originale" fu completato nel 1971 con la pubblicazione dell'ultimo volume dello Harivaṃśa. Indicata con l'acronimo BORI (Bhandarkar Oriental Research Institute), l'edizione "critica" è partita dalla recensione detta "settentrionale" omettendo dei versi considerati note, aggiunte e glosse, interpolate nel corso dei secoli rispetto alla versione "originale". Tale operazione di "taglio" della recensione "settentrionale", per quanto maggiormente apprezzato rispetto al precedente tentativo occidentale, non ha mancato di suscitare severe critiche da parte di importanti indologi occidentali. La versione "critica" consta di: 18 volumi in 22 tomi del Mahābhārata pubblicati tra il 1933 e il 1966; 2 volumi dello Harivaṃśa pubblicati tra il 1969 e il 1971; 6 volumi di "indici" (Pratika) pubblicati tra il 1967 e il 1972.
- Nel 1942 si è completata a Gorakhpur un'edizione completa della versione "settentrionale" che, nel 1994, è stata edita in versione bilingue, sanscrito-hindi, quest'ultima curata da Ramnarayan Dutt Shastri Pandey, in 6 volumi, pubblicati dalla Gitā Press.

### Traduzioni integrali in lingua occidentale
Per quanto attiene alle traduzioni in lingua occidentale, esistono sei traduzioni integrali del Mahābhārata (di cui tre non ancora completate), tutte in inglese. Esse sono:
- quella operata tra il 1883 e il 1886 da Kisari Mohan Ganguly (si basa sulla versione "settentrionale") è stata pubblicata dalla Bharata Press di Calcutta in 19 volumi; poi riveduta e pubblicata dalla Oriental Publishing Company nel 1955-1962 in 12 volumi; ristampa in 4 volumi della South Asia Books, Delhi, 1991;
- quella di Manmatha Nath Dutt operata tra il 1895 e il 1905 (si basa sulla versione "settentrionale") è stata pubblicata in 3 volumi dalla Elysium Press di Calcutta;
- quella della University of Chicago, curata da Johannes Adrianus Bernardus van Buitenen, avviata dal 1973 (si basa sull'edizione detta "critica" di Pune), ancora non completata;
- quella della Writers Workshop, curata da Purushottama Lal, avviata negli anni '70 (consiste in una versione poetica delle differenti edizioni), ancora non completata;
- quella pubblicata dalla Clay Sanskrit Library, avviata dal 2005, curata da Paul Wilmot (non si basa sulla versione "critica" ma su quella detta "settentrionale" o vulgata), ancora non completata.
- quella pubblicata da Penguin Books India, curata da Bibek Debroy, iniziata nel 2010 e completata nel dicembre 2014[10] (basta sull'edizione "critica" di Pune)

### Notazioni critiche sulle edizioni
Esistono quindi due recensioni del Mahābhārata: quella detta "settentrionale" o vulgata e quella detta "meridionale".
Da quella "settentrionale" è stata derivata una edizione detta "critica" che ha comportato una riduzione del testo, qui tagliato secondo le valutazioni di studiosi indiani tesi a riportare l'opera all'originaria redazione risalente al IV secolo d.C. I tagli operati non sono stati cancellati ma vengono riportati negli apparati critici in quanto considerati "secondari" e non "strutturali" (appartenenti alla "struttura del testo").
Così se la versione "meridionale" consta di complessivi 95 586 śloka (versi), quella "settentrionale" (vulgata) di 82 136, la "critica" si riduce a 73 784.
Il dibattito sulla validità dell'edizione "critica" di Pune è ancora aperto. Le critiche a tale operazione di "riduzione" sono state avviate da importanti indologi come, ad esempio, John Dunham, Madeleine Biardeau, Georges Dumézil.

## Il tema centrale

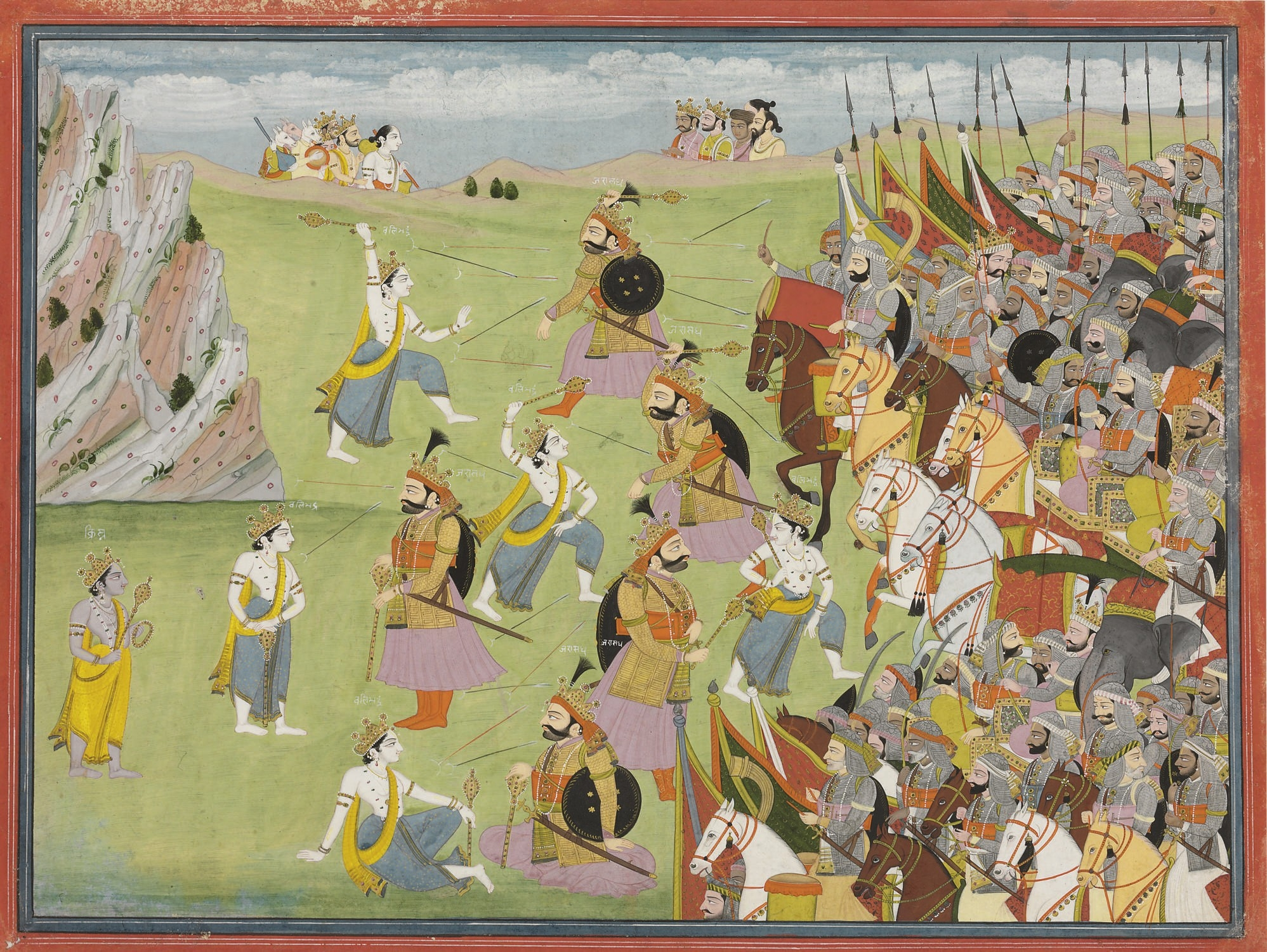
Balabhadra che combatte con Jarasandha

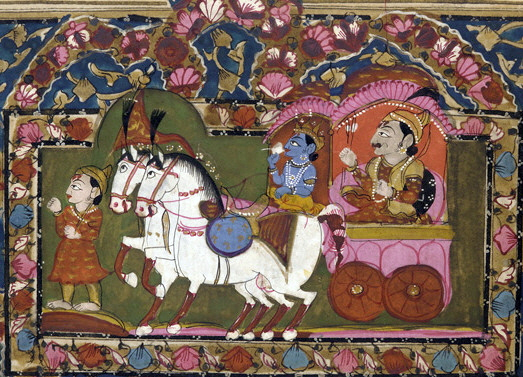
Krishna e Arjun

Il Mahābhārata è un'epica dai contenuti mitici e religiosi che intende narrare un lontano passato degli Arii, ovvero di quel popolo indoeuropeo invasore dell'India.
Intriso di epica guerriera propria degli kṣatriya (la casta guerriera), la vicenda si svolge nell'attuale regione del Doab, ovvero in quell'area compresa tra il fiume Gange e il fiume Yamunā che corrisponde a uno dei primi stanziamenti del popolo invasore degli Arii.
La trama del Mahābhārata è molto ampia e complessa. Essa è all'origine di racconti mitologici molteplici e diversi che non sempre si intrecciano tra loro. Riassumerla, soprattutto in modo succinto, è compito assai arduo.
Semplificando e omettendo importanti intrecci e spiegazioni, si può individuare il tema centrale dell'epica nella rivalità fra due schieramenti di cugini appartenenti al medesimo clan di stirpe lunare (somavaṃśa): i Kaurava (discendenti di Kuru, i cento figli di Dhṛtarāṣṭra guidati da Duryodhana) e i Pāṇḍava (i cinque figli di Pāṇḍu, ma in realtà figli di alcune divinità: Yudiṣṭhira, figlio del dio Dharma; Bhīma, figlio del dio Vayu, il Vento; Arjuna, figlio del dio Indra; e i gemelli Nakula e Sahadeva, figli degli dèi Aśvin).
Alla morte del re Pāṇḍu, suo fratello, il cieco Dhṛtarāṣṭra, sale sul trono in attesa che il figlio primogenito di Pāṇḍu, Yudiṣṭhira, raggiunga l'età per essere re.
Il figlio di Dhṛtarāṣṭra, Duryodhana, non si rassegna all'idea di perdere il regno a favore del cugino e, consumato da un profondo odio nei confronti dei cinque Pāṇḍava, è mandante di una serie di agguati per ucciderli. Uno di questi, l'incendio dell'abitazione in cui Duryodhana li aveva convinti ad abitare, costringe i Pāṇḍava a fuggire insieme con la loro madre, Kuntī.
Nonostante queste difficili condizioni Arjuna, travestitosi da brahmano, riesce a vincere uno Swayamvara e a prendere in moglie la principessa Draupadī (che in realtà altri non è che l'incarnazione della dea Śrī), e la accompagna quindi dai Pāṇḍava. Non avendo visto Draupadī, e credendo che si tratti solo di un premio, Kuntī invita Arjuna e i suoi fratelli a "godere insieme del dono ricevuto", e perciò Draupadī diviene la moglie di tutti e cinque i fratelli.
Nel frattempo il re cieco Dhṛtarāṣṭra viene a sapere che i giovani Pāṇḍava sono sopravvissuti all'incendio provocato da Duryodhana e si decide a lasciare loro la metà del regno.
I Pāṇḍava erigono quindi la capitale del nuovo regno, Indraprastha, e lì sono raggiunti dal loro cugino Kṛṣṇa, capo del clan degli Yādava.
Nel frattempo Duryodhana, consumato sempre dall'odio, sfida a una partita a dadi Yudiṣṭhira il quale, appartenendo alla casta degli kṣatriya (casta dei guerrieri), non può rifiutare una sfida al gioco né un duello. Ma la partita a dadi organizzata da Duryodhana è truccata e Yudiṣṭhira perde non solo l'intero regno, ma anche i fratelli e la sposa Draupadī.
Il re Dhṛtarāṣṭra annulla tuttavia gli esiti della partita, restituendo tutti i beni ai Pāṇḍava, ma si risolve a convocarne una nuova dove lo sconfitto si impegna a esiliarsi per dodici anni nella foresta, vivendo il tredicesimo anno in incognito.
Yudiṣṭhira perde anche la nuova la partita a dadi e quindi va in esilio con i fratelli e la moglie Draupadī.
Il tredicesimo anno dell'esilio i fratelli Pāṇḍava, e la loro moglie, riescono a trascorrerlo senza far scoprire la loro reale identità, quindi inviano Kṛṣṇa a reclamare il regno o, almeno, cinque villaggi. Duryodhana rifiuta di rispettare i patti concordati negando ai Pāṇḍava persino i cinque villaggi.
La guerra tra i cugini Kaurava e Pāṇḍava si fa quindi inevitabile e nella località di Kurukṣetra ("piana dei Kuru", 150 km a nord di Delhi, oggi luogo santo, tīrtha) si riuniscono in tutto diciotto armate (akṣauhiṇī) ognuna delle quali formata da 21.870 carri e altrettanti elefanti, da 65.610 cavalli e 109.350 fanti. Undici delle diciotto armate sono schierate a favore dei Kaurava, le restanti sette con i Pāṇḍava.
La battaglia di Kurukṣetra, che la cronologia tradizionale hindū colloca a cavallo tra il 3139 e il 3138 a.C., infervora per diciotto giorni, qui i Kaurava vengono sconfitti e trovano la morte, Duryodhana tra loro. Si salvano solo tre capi dei Kuru, tra questi Aśvatthāman il quale, posseduto dal dio Śiva, si introduce durante la notte nel campo vittorioso dell'esercito dei Pāṇḍava compiendo una carneficina. Da questa ultima carneficina si salvano solo i cinque fratelli Pāṇḍava. Yudiṣṭhira, sconvolto dal massacro, decide di abbandonare il trono appena conquistato per vivere come un santo eremita, ma Kṛṣṇa e i suoi fratelli lo convincono a recedere da questa sua scelta.
Il vecchio re Dhṛtarāṣṭra aiuta Yudiṣṭhira nel governo del regno, finché, quindici anni dopo si ritira in eremitaggio nella foresta dove perisce a seguito di un incendio provocato dal fuoco di alcuni sacrifici.
Trascorsi trent'anni dalla battaglia di Kurukṣetra, anche Kṛṣṇa muore. Dalla morte di Kṛṣṇa, la cronologia tradizionale hindū fa terminare l'era detta del Dvāpara-yuga, avviandosi la nostra era detta del Kali-yuga.
Giunto alla vecchiaia, Yudiṣṭhira abdica a favore del nipote Parikṣit (nato morto ma resuscitato da Kṛṣṇa) e, insieme con i fratelli e alla moglie Draupadī, decide di recarsi in eremitaggio sull'Himalaya e quindi sul Monte Meru, accompagnato da un cane che altri non è che il suo vero padre, il dio Dharma.
Solo Yudiṣṭhira e il cane raggiungeranno la vetta.
Nel VI parvan dell'opera è conservata la Bhagavadgītā (Canto dell'Adorabile Signore), quel testo dal forte contenuto religioso composto in circa 700 versi (śloka) divisi in 18 canti (adhyāya). Qui il Pāṇḍava Arjuna, nel mentre gli eserciti sono schierati e pronti al combattimento, viene preso dallo sconforto di dover uccidere maestri, amici e i cugini schierati nel campo avversario, decide quindi di abbandonare il combattimento. Allora il suo auriga e amico Kṛṣṇa gli impone di rispettare i suoi doveri di kṣatra (guerriero), quindi di combattere e uccidere, senza farsi coinvolgere da quelle stesse azioni (karman). Per convincere Arjuna della bontà dei propri suggerimenti Kṛṣṇa espone una vera e propria rivelazione religiosa finendo per manifestarsi come l'Essere supremo. Innanzitutto Kṛṣṇa precisa che la sua "teologia" e la sua "rivelazione" non sono affatto delle novità (IV,1 e 3) in quanto già da lui trasmesse a Vivasvat e da questi a Manu in tempi immemorabili, ma che tale conoscenza venne poi a mancare e con essa il Dharma e, quando ciò accade e per proteggere gli esseri benevoli dalle distruzioni provocate da quelli malvagi, qui è lo stesso Kṛṣṇa a parlare, «io vengo all'esistenza» (IV,8; dottrina dell'avatāra). Kṛṣṇa si manifesta nel mondo affinché gli uomini, e in questo caso Arjuna, lo imitino (III, 23-4). Così Kṛṣṇa, l'Essere supremo manifestatosi, spiega che ogni aspetto della Creazione proviene da lui (VII, 4-6, e altri) per mezzo della sua prakṛti, e che, nonostante questo, egli rimane solo uno spettatore di questa creazione:
(Bhagavadgītā, IX 8-10. Traduzione di Anne-Marie Esnoul)
L'uomo deve quindi imparare a fare lo stesso essendo legato alle proprie azioni, in quanto anche se si astiene dal compierle, come stava per fare Arjuna rifiutandosi di combattere, i guṇa agiranno lo stesso incatenandolo al proprio karman (III, 4-5), egli deve comunque compiere il proprio dovere (svadharma) persino in modo "mediocre" (III, 35).
Altre due parti del poema che vanno considerati, unitamente alla Bhagavadgītā, sia per una migliore comprensione dello stesso, sia in considerazione del profondo messaggio religioso ivi contenuto, sono:
- il Sanatsujātīya ("L'insegnamento di Sanatsujāta"): V, 42-62 della recensione detta vulgata;
- l'Anu-gītā (anche Uttara-gītā; "Il canto successivo"): XIV, 16-51 della recensione detta vulgata.

Dal punto di vista filosofico e spirituale vanno prese in considerazione, sempre unitamente alla Bhagavadgītā, ulteriori due parti del poema:
- il Śantiparvan ("Libro della pace"):
- l'Anuśasanaparvan ("Libro degli insegnamenti"):

## Interpretazioni del testo
Lo scontro tra i due schieramenti di cugini, i Pāṇḍava e i Kaurava, rappresenta, nell'intenzione dell'epica, un vero e proprio scontro tra il bene e il male. I Pāṇḍava, guidati da Yudiṣṭhira figlio del Dio Dharma, sono i campioni del bene e della giustizia, mentre i Kaurava, guidati da Duryodhana qui inteso come incarnazione del demone Kali, rappresentano il male e la condotta iniqua.
I Pāṇḍava sono anche quello schieramento in cui Arjuna, figlio del dio Indra, è accompagnato sempre dalla divinità, Kṛṣṇa/Viṣṇu, celebrata come la persona suprema nel VI parvan, nella Bhagavadgītā. Divinità venuta a essere nel mondo, avatāra, proprio per ristabilire il dharma:
(Bhagavadgītā IV, 7-8. Corrisponde al Mahābhārata VI, 26, 7-8 nella edizione detta "critica")
Mircea Eliade ricorda come anche nella mitologia propria degli antichi Iranici lo scontro tra le forze del bene guidate da Ahura Mazdā e dai sei Ameša Spenta, sconfiggeranno le forze del male condotte Angra Mainyu (Ahriman) e dai suoi daeva. Allo stesso modo per lo studioso romeno si presenta il mito germanico del Ragnarǫk con lo scontro finale tra le forze divine del bene e quelle demoniache del male.
Stig Wikander e Georges Dumézil hanno evidenziato importanti paralleli con miti comuni agli Indoeuropei: dalle vicende narrate nelle Gesta Danorum di Saxo Grammaticus, ovvero nella Battaglia del Brávellir tra il re cieco dei Danesi, Harald Hildetand, e suo nipote Sigurðr Hringr re di Svezia, Haraldr Hildetand ascolta le vicende proprio dal racconto del suo auriga Bruno, personaggio sotto cui si cela Óðinn, Odino. Così l'eroe Ubbo trafitto da 144 frecce, come accade all'eroe Bhīṣma. Ulteriori paralleli sono rinvenibili nei Sette contro Tebe in cui Edipo accecato è relazionabile al cieco Dhṛtarāṣṭra, quindi Eteocle (Duryodhana) rifiuta di restituire il regno a Polinice (Yudiṣṭhira) al rientro dal suo esilio. Quindi nella fondazione leggendaria di Roma e la narrazione di Dvārāka. Il Viraṭāparvan presenterebbe, infine, dei notevoli paralleli con il Táin Bó Cúailnge, la saga irlandese della razzia di bovini.

## IparvandelMahābhārata
- 1: Ādi parvan (devanāgarī: आदि पर्व) - Libro dell'inizio
- 2: Sabhā parvan (सभा पर्व) - Libro della sala delle adunanze
- 3: Vana parvan (वन पर्व) - Libro della foresta
- 4: Viraṭā parvan (विराट पर्व) - Libro di Viraṭā
- 5: Udyoga parvan (उद्योग पर्व) - Libro dei preparativi
- 6: Bhīṣma parvan (भीष्म पर्व) - Libro di Bhīṣma
- 7: Droṇa parvan (द्रोण पर्व) - Libro di Droṇa
- 8: Karṇa parvan (कर्ण पर्व) - Libro di Karṇa
- 9: Śalya parvan (शल्य पर्व) - Libro di Śalya
- 10: Sauptika parvan (सौप्तिक पर्व) - Libro dell'assalto ai dormienti
- 11: Strī parvan (स्त्री पर्व) - Libro delle donne
- 12: Śanti parvan (शान्ति पर्व) - Libro della pace
- 13: Anuśasana parvan (अनुशासन पर्व) - Libro degli insegnamenti
- 14: Āśvamedhika parvan (आश्वमेधिक पर्व) - Libro del sacrificio del cavallo
- 15: Aśramavāsika parvan (आश्रमवासिक पर्व) - Libro della vita nell'eremo
- 16: Mausala parvan (मौसल पर्व) - Libro dello scontro con le mazze
- 17: Mahāprasthānika parvan (महाप्रस्थानिक पर्व) - Libro della grande dipartita
- 18: Svargārohaṇa parvan (स्वर्गारोहण पर्व) - Libro dell'ascesa al cielo
- Appendice: Harivaṃśa (हरिवंश) - Genealogia di Hari

## Opere derivate
- Nell'XI secolo la trama del Mahābhārata fu riassunta da Kṣemendra nell'opera Bhāratamañjarī, ossia Il mazzo di fiori del Mahābhārata.
- Il Mahabharata, è stato adattato cinematograficamente dal regista inglese Peter Brook nel 1989[20].